# Sérgio Vieira de Mello
Sérgio Vieira de Mello (15. března 1948 Rio de Janeiro, Brazílie – 19. srpna 2003 Bagdád, Irák) byl brazilský diplomat, který po více než 34 let pracoval pro OSN.
Zahynul spolu s dalšími 21 lidmi 19. srpna 2003 při bombovém útoku v Bagdádu, za kterým stála teroristická organizace Al-Káida. V době své smrti byl Vysokým komisařem OSN pro lidská práva a vedoucím mise OSN v Iráku.
Valné shromáždění OSN vyhlásilo v roce 2008 den úmrtí Vieiry de Mello a jeho kolegů, tedy 19. srpen, jako Světový humanitární den.

## Život

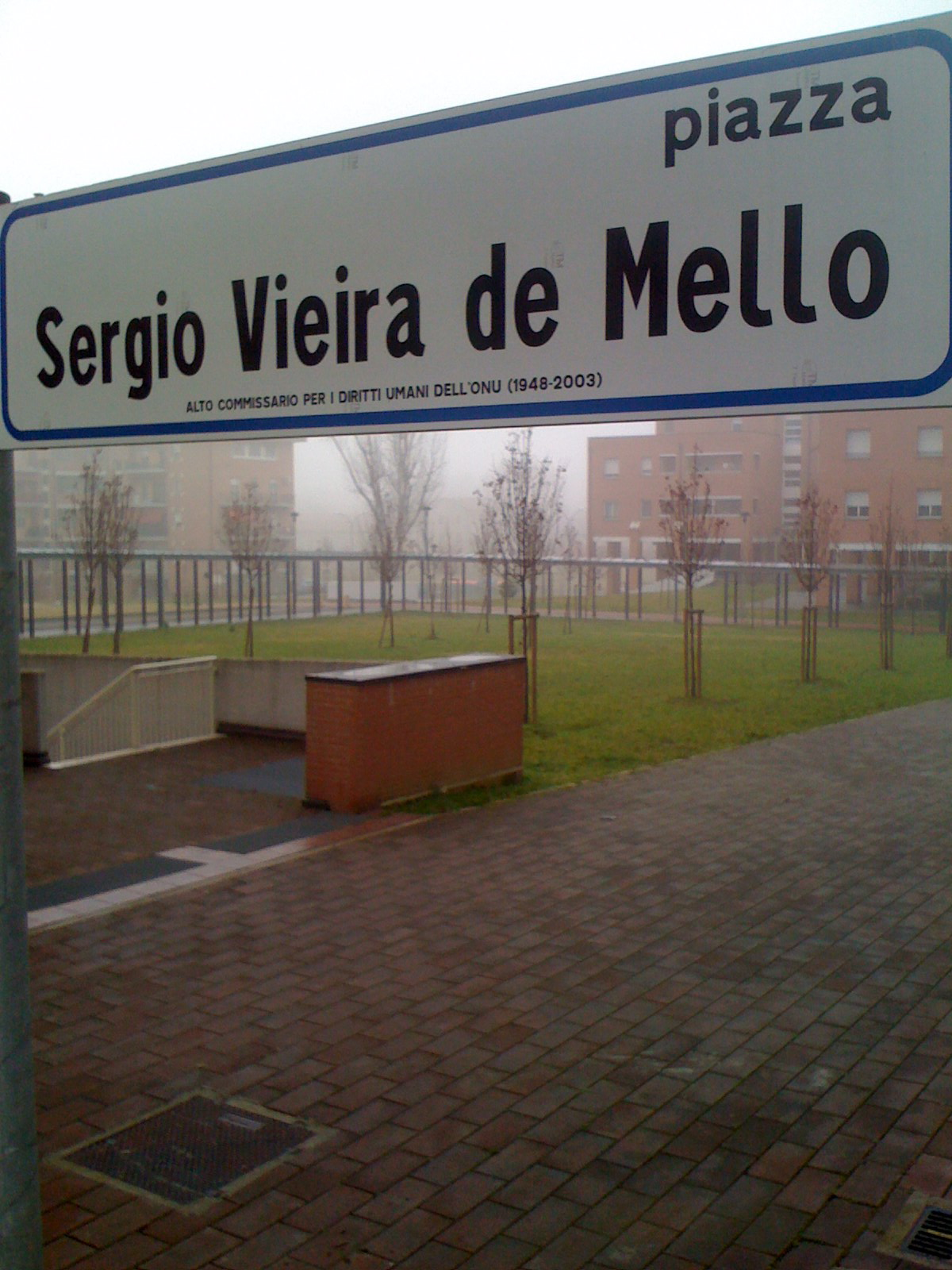
Náměstí pojmenované na počest S. Vieira de Mello, Bologna, Itálie

Narodil se v rodině diplomata Arnalda Vieiry de Mello a jeho ženy Gildy. Rodina doprovázela otce na diplomatických misích, takže Sérgio vyrůstal v Buenos Aires, Ženevě, Miláně, Bejrútu a Římě.
Od roku 1965 studoval filozofii na Federální univerzitě v Riu de Janeiru, ale protože výuku často narušovaly stávky, rozhodl se pokračovat ve vzdělávání v Evropě. Studoval pak na Pařížské univerzitě, kde se věnoval filozofii u Vladimira Jankélévitche. V roce 1968 se aktivně účastnil studentských protestů, ze kterých si po ráně policejním obuškem odnesl trvalou jizvu nad pravým okem. Návrat do vojenskou diktaturou ovládané Brazílie považoval za nebezpečný, a po absolvování Sorbonny se tak usadil v Ženevě a našel si práci jako redaktor na Úřadě Vysokého komisaře OSN pro uprchlíky (UNHCR).
Postupně pro OSN pracoval na misích v Pákistánu, Súdánu, na Kypru, v Mosambiku, Peru, Libanonu, v Kambodži, Bosně a Hercegovině, Kosovu, Východním Timoru a Iráku. Kromě rodné portugalštiny mluvil plynně anglicky, španělsky, italsky a francouzsky, domluvil se i arabsky a v jazyce tetum (jazyk Východního Timoru).
Zahynul 19. srpna 2003 ve věku 55 let při bombovém útoku na Canal Hotel v Bagdádu, který tehdy sloužil jako základna OSN. K tomuto činu se později přihlásil Abú Musab az-Zarkáví, vůdce Al-Káidy v Iráku. Zemřelo při něm 22 lidí a více než 100 jich bylo zraněno. Valné shromáždění OSN proto v roce 2008 vyhlásilo 19. srpen jako Světový humanitární den.

## Biografie

### Film
- Sergio, Netflix, 2020